# Aster maackii
Aster maackii é uma espécie de planta pertencente à família Asteraceae.
A espécie foi descrita em 1861 por Eduard August von Regel. A espécie recebeu o nome do naturalista russo Richard Maack.